# Unión del Pueblo Extremeño
Unión del Pueblo Extremeño UPEx, és un partit de caràcter regionalista creat el 2007 per María Victoria Domínguez Parets, ex edil del PP a l'Ajuntament de la ciutat de Plasencia.

## Fundació
Unió del Pueblo Extremeño va néixer com resposta als fets esdevinguts dintre del Partit Popular de Plasencia durant el període comprès entre 2004 i 2007, que va dur a la separació de més de 50 militants d'aquesta formació. Encapçalats per María Victoria Domínguez i altres 100 persones van decidir crear un partit polític per a presentar-se a les següents elecció Autonòmiques i municipals de l'any 2007.

## Resultats

### Eleccions municipals
El partit va concórrer a les eleccions municipals i autonòmiques de 2007, en diverses localitats d'Extremadura, obtenint resultats molt superiors als inicialment esperats. Va aconseguir un edil a la ciutat del Jerte i alguns més en altres localitats com per exemple Malpartida de Plasencia. Servint en molts d'aquests ajuntaments com clau per a la governabilitat. En el cas de Plasencia, UPEx va obtenir 1.537 vots, el 7,21% dels vots. Constituint-se per tant com la tercera força política de la ciutat, per davant d'Izquierda Unida i quedant-se a molt pocs vots per a obtenir dos regidors. A Malpartida de Plasencia la formació va obtenir 469 vots, el 17,85% dels vots i, per tant, va assolir 2 regidors. Actualment formen part del govern de la ciutat de Plasencia i de Malpartida de Plasencia.

### Eleccions Autonòmiques
Quant als resultats obtinguts a les eleccions a l'Assemblea d'Extremadura de 2007, el partit només es va presentar en la circumscripció de Càceres, sent la 5a força política més votada, amb 1.520 vots, però no va obtenir representació parlamentària.